# Composição IX (Kandinsky)
Composição IX é uma pintura a óleo sobre tela realizada pelo artista russo Wassily Kandinsky em 1936. Depois de mais de dez anos sem elaborar uma "Composição" (a última, Composição VIII data de 1923), Kandinsky regressa a este tema. Neste novo trabalho, realizado em Parias, o artista é influenciado, embora ele o negue, pelo Surrealismo, em particular pelas obras de Miró; são visíveis formas biomórficas  nesta pintura. Para elaborar este quadro, Kandinsky precisou apenas de um esboço prévio. [carece de fontes?]
A obra caracteriza-se por uma série de listas diagonais coloridas, que formam o plano de fundo para os elementos geométricos e biomórficos, que lembram plâncton e microorganismos subaquáticos. O objetivo era transportar o observador para um mundo desconhecido tal como se olhasse através de um microscópico.
Em um artigo publicado na revista dinamarquesa Konkretion, em 1935, Kandinsky descreve a sensação que pretende transmitir com tais componentes da pintura. É como se o quadro mostrasse o "interior" de tudo que é possível ver a olho nu, permitindo um olhar ao "pulsar das coisas com todos os nossos sentidos".